# Телетра
Телѐтра (на гръцки: Θελέτρα) е село в Кипър, окръг Пафос. Според статистическата служба на Република Кипър през 2001 г. селото има 177 жители.
Намира се на 3 км източно от Катикас.